# Acelyphus repletus
Acelyphus repletus är en tvåvingeart som beskrevs av Malloch 1929. Acelyphus repletus ingår i släktet Acelyphus och familjen Celyphidae. Inga underarter finns listade i Catalogue of Life.